# 竹内择
竹内择（日语：／ Takeuchi Taku，1987年5月20日—），日本男子跳台滑雪运动员。他曾代表日本参加2010年、2014年和2018年冬季奥林匹克运动会跳台滑雪比赛，其中2014年冬季奥运会获得一枚铜牌。